# Montpensier
Montpensier é uma comuna francesa na região administrativa de Auvérnia-Ródano-Alpes, no departamento Puy-de-Dôme. Estende-se por uma área de 7,27 km². Em 2010 a comuna tinha 466 habitantes (densidade: 64,1 hab./km²).